# Brenthis strigosa
Brenthis strigosa är en fjärilsart som beskrevs av Ruggero Verity 1933. Brenthis strigosa ingår i släktet Brenthis och familjen praktfjärilar. Inga underarter finns listade i Catalogue of Life.